# Аллерен
Аллере́н (фр. Hallering) — коммуна на северо-востоке Франции, регион Гранд-Эст (бывший Эльзас — Шампань — Арденны — Лотарингия), департамент Мозель, округ Форбак — Буле-Мозель, кантон Фолькемон. 

## Географическое положение
Аллерен расположен в 28 км к востоку от Меца. Граничит с коммунами: Нарбефонтен на севере, Зиммен на юге, Бамбидерстроф на юго-востоке, От-Виньёль на юге, Маранж-Зондранж на юго-западе, Брук на северо-западе.
Находится на правом берегу небольшой реки Пердсбаш, текущей в сторону Бушпорна. На юге и востоке, коммуна окружена лесными массивами.

## История
- Бывший домен аббатства Сен-Мартен-де-Гландьер-де-Лонжевиль, входил в сеньораты Варсбер и Равиль, которые были зависимы от герцогства Люксембург до 1769 года. После этого вошёл во Французское королевство.
- Ранее коммуна входила в состав Лотарингии.

## Демография
По переписи 2008 года в коммуне проживало 116 человек.			

## Достопримечательности
- Придорожный крест, сооружённый в 1832 году, во время эпидемии холеры.
- Часовня Сент-Антуа-де-Падуа, построена в 1698 году, декорирована в XIX веке.